# Osbornellus proximus
Osbornellus proximus är en insektsart som beskrevs av Freytag 2008. Osbornellus proximus ingår i släktet Osbornellus och familjen dvärgstritar. Inga underarter finns listade i Catalogue of Life.